# Tăşnad
Tășnad (rumænsk udtale: [təʃˈnad]; ungarsk: Tasnád,  tysk: Trestenburg) er en by i distriktet Satu Mare , Crișana, Rumænien, med  8.058 (2021) indbyggere. Den administrerer fem landsbyer: Blaja (Tasnádbalázsháza), Cig ('Csög), Rațiu (Ráctanya), Sărăuad (Tasnádszarvad) og Valea Morii (Tasnádmalomszeg).
Omkring 2 km fra byens centrum ligger Tășnad geothermiske Spa, som er kendt i hele landet for sine varme kilder.

## Historie
På det arkæologiske område Tășnad-Sere i Spa-området er der gjort fund fra de neolitiske Körös-, Pișcolt- og Baden-kulturer samt levn fra den sene jernalder og migrationsperioden (Chernyakhov-kultur). Siden 2012 har Ulrike Sommer fra Institute of archaeology London udført udgravninger af Körös-området sammen med Satu Mare Museum. Indtil 1876 var Tășnad en del af Közép-Szolnok amt, da det blev indlemmet i det nyoprettede Szilágy amt i Kongeriget Ungarn. I 1920 blev det efter Trianon-traktaten en del af Kongeriget Rumænien.